# Nauchas
Nauchas ist eine Ansiedlung im Südwesten der Region Khomas in Zentral-Namibia.  Der Ort liegt etwa 120 Kilometer südwestlich von Windhoek.

## Geschichte
In der deutschen Kolonialzeit war Nauchas ein Platz und eine Farm in dem zu der Zeit Groß-Namaland genannten Gebiet. Wegen der sehr guten Weideverhältnisse in der Umgebung mit ausreichend Wasser wies die Kolonialregierung den Veterinär im Dienst der Kolonialverwaltung Wilhelm Rickmann an, den Ort 1895 als Gestüt und Pferdedepot für Warmblüter der Regierung einrichten. Auch war der Ort zuvor von der Pferdesterbe genannten Nutztierseuche verschont geblieben. 1911 wurden die Zuchtaktivitäten auf Maulesel ausgeweitet. In der Folge entwickelte sich Nauchas zum Hauptgestüt des Schutzgebiets. Der Ort hatte ebenfalls eine Poststation.